# Pilosana plebeja
Pilosana plebeja är en insektsart som beskrevs av Carl Stål 1862. Pilosana plebeja ingår i släktet Pilosana och familjen dvärgstritar. Inga underarter finns listade i Catalogue of Life.